# Mausoleo de Fabara
El  mausoleo de Fabara, o mausoleo de Lucio Emilio Lupo, es un sepulcro romano que está situado en la orilla izquierda del río Matarraña, cerca de la villa de Fabara, en la provincia de Zaragoza. Desde antiguo, en la zona se lo conoce como Caseta dels Moros (Caseta de los Moros).
Muy posiblemente sea el monumento de este tipo mejor conservado de toda la Península. El sepulcro está situado en una zona con alta densidad de restos rurales de época romana, con varios yacimientos y villas rústicas. Cerca se han localizado indicios de otros edificios del mismo tipo.
A pesar de la dificultad que representa datarlo con precisión, se considera que se trata de una construcción del siglo II de nuestra era. Asimismo, resulta complicado establecer paralelismos con otras construcciones romanas, dado que se trata de un edificio rural difícil, por ello, de comparar con las construcciones de las grandes ciudades, mejor documentadas.
El mausoleo pasó prácticamente desapercibido para los estudiosos, y no fue hasta 1874 que se informó oficialmente a la administración (en este caso, la Real Academia de la Historia) de su existencia. El edificio fue propiedad particular hasta 1942, año en que lo adquirió el Estado, si bien desde 1931 era monumento Histórico Artístico. Su estado de conservación es bueno.

## Descripción

Plano del mausoleo

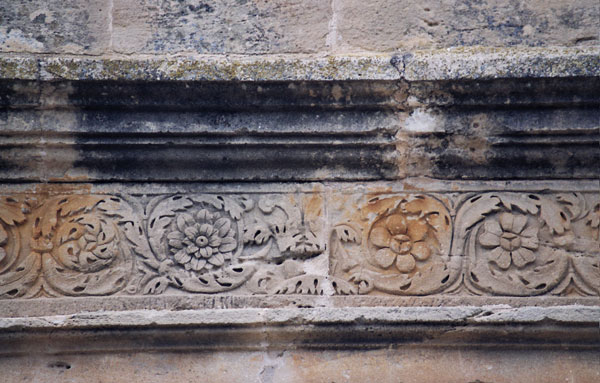
Decoración del entablamento.

Se trata de un edificio de planta rectangular (7,40 x 6,06 m) construido con piedra arenisca sin mortero: los bloques están unidos con grapas de hierro. Está perfectamente orientado según los puntos cardinales, con la fachada principal (la única con abertura, la entrada) hacia levante. Es un pequeño templo tetrástilo de orden toscano con planta dividida en pronaos y naos, cubierta, esta última, con bóveda de cañón, y rematado por un entablamento jónico adornado con guirnaldas en el friso. El resto de los muros son ciegos, y están decorados con pilastras toscanas: dos en las esquinas posteriores y una en mitad de cada uno los muros laterales. En la parte frontal del entablamento se pueden apreciar unas señales características dejadas por los clavos con los que fueron fijadas unas letras de bronce, hoy perdidas, y en las partes laterales y posterior, se pueden apreciar hermosos relieves con motivos vegetales.
Sobre el entablamento se sitúan dos frontones. El frontón de la parte anterior, muy deteriorado, todavía conserva la inscripción (gracias a la que se ha podido identificar el edificio); el de la parte posterior es liso y se encuentra en mejor estado de conservación. Unas escaleras dan acceso al cuarto sepulcral, situado bajo el edificio y también cubierto con bóveda de cañón.
En el interior todavía aparece la escalera para bajar al ossarium. La bóveda subterránea está cegada casi por completo y se desconoce su profundidad.
La inscripción que todavía se puede leer con cierta facilidad es la siguiente:

L' A  MILI  LVPI

Se supone que entre la A y la M haría falta situar una E. Encima hay rastros de haber contenido unas letras metálicas clavadas, fácilmente una D y una M. Por lo que la inscripción completa podría haber sido:

D. M.
L'AEMILI   LVPI

Lo que podría traducirse por: «A los dioses manes de Lucio Emilio Lupo», un personaje hasta ahora desconocido.

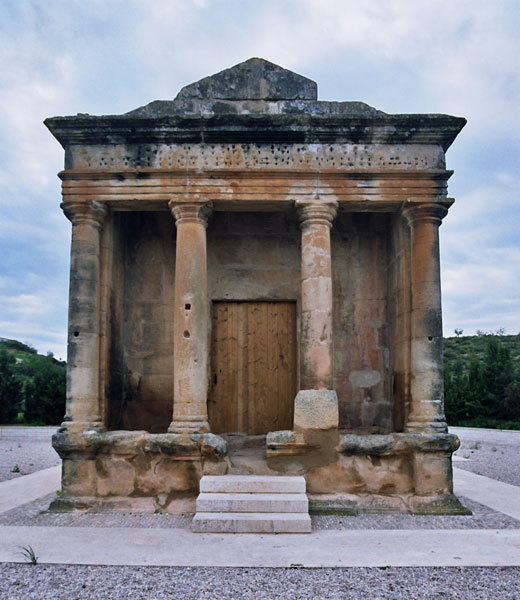
Fachada principal
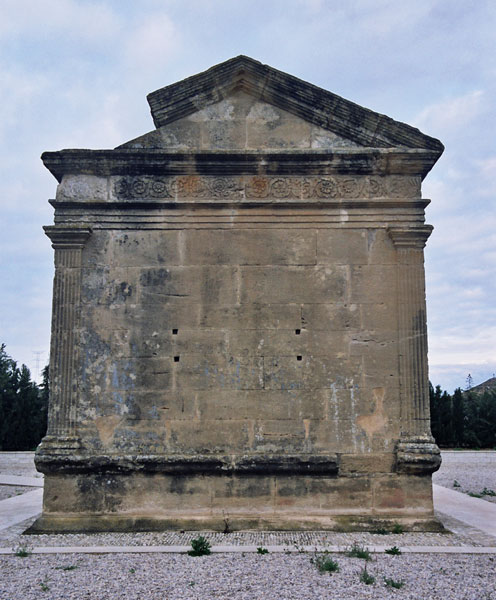
Fachada posterior
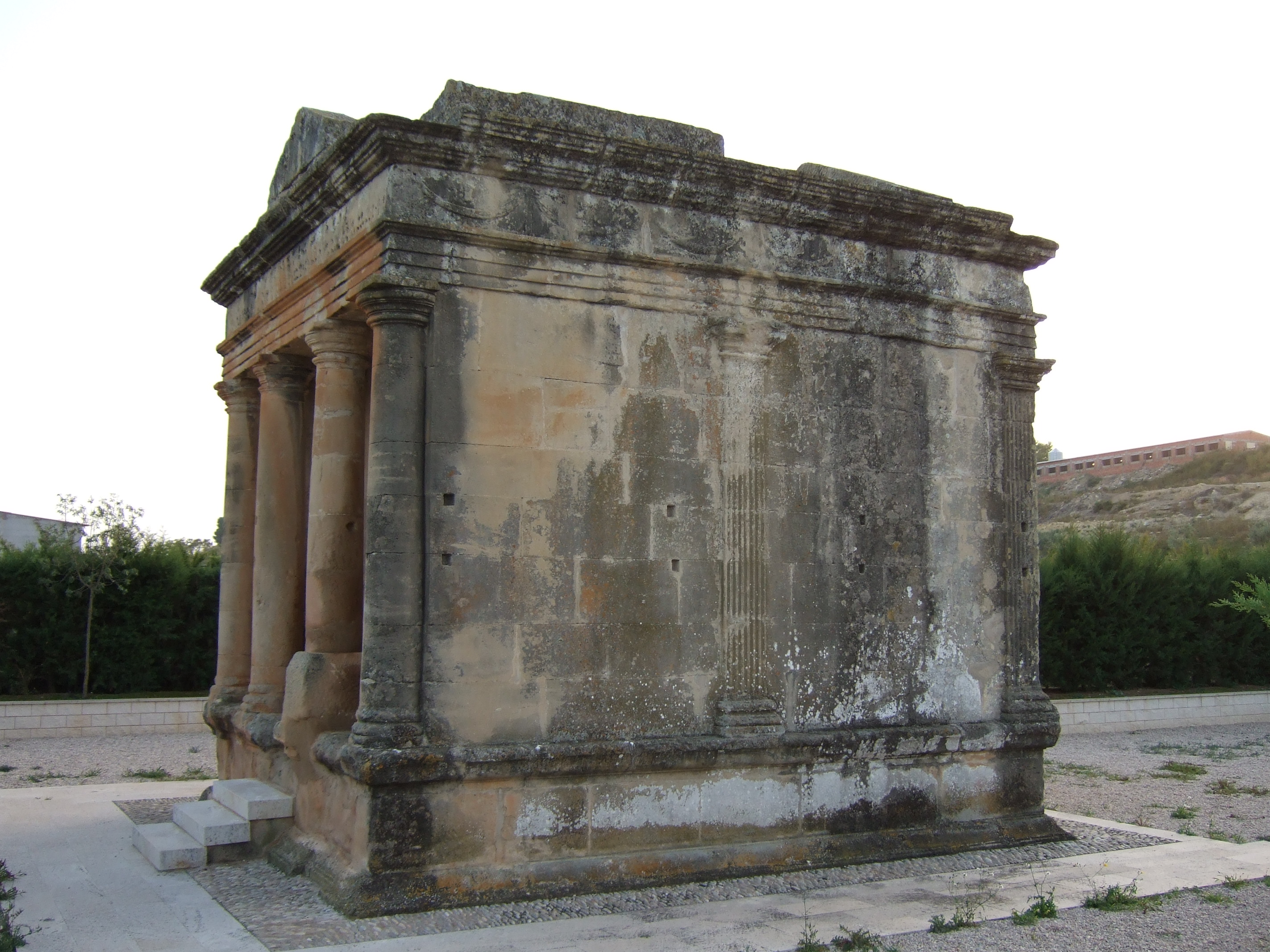